# Brock Lindow
Brock Lindow je zakládající člen a hlavní zpěvák aljašské post-hardcorové kapely 36 Crazyfists. Narodil se v Soldotna na Aljašce. Se svou ženou očekává své první dítě toto jaro.

## Vlivy
V interview vztahující se k Metallice Brock uvedl, že je to jeho nejoblíbenější kapela všech dob, a že když je viděl na koncertě v Anchorage na Aljašce v roce 1989, byli prý to jediné, co ho zajímalo na muzice.